# 17228 Adrianeliz
17228 Adrianeliz è un asteroide della fascia principale. Scoperto nel 2000, presenta un'orbita caratterizzata da un semiasse maggiore pari a 3,199390 UA e da un'eccentricità di 0,124366, inclinata di 1,630836° rispetto all'eclittica. Ha un diametro di 8,886 km.